# Trans-Media-Akademie Hellerau
Die Trans-Media-Akademie Hellerau e.V. (TMA), ein deutscher Verein, ist Träger für Projekte, Initiativen, Veranstaltungen, Produktionen im Bereich Medienkunst. Die Akademie veranstaltet unter  anderem das international bekannte Medienkunst-Festivals CYNETART und betreibt das Trans-Media-Labor (TML) zur Entwicklung, Erprobung und Anwendung von virtuellen Environments und audiovisuellen Projekten.

## Vereinsziele
Der im Dezember 2001 auf Initiative des Referenten für Medienkultur der Stadt Dresden, Dr. Klaus Nicolai, gegründete gemeinnützige Verein sieht sich als ein Institut für integrale Wahrnehmungs- und Medienforschung, in dem die Verknüpfung der Disziplinen Psychologie, Hirnforschung, Kybernetik, Interfaces, Technologie und Kunst mit Hilfe neuer Medientechnologien gefördert werden soll.

## Aktivitäten
Der Verein veranstaltet seit 1997 jährlich die CYNETart, ein Medienkunstfestival im Festspielhaus Hellerau in Dresden. Auf dem Festival präsentierte Projekte sollen sich durch eine integrale Verknüpfung von Kunst, Wissenschaft und Medientechnologien hervorheben.
Alle zwei Jahre schreibt die TMA Hellerau den Internationalen CYNETART-Wettbewerb für Künstler und Gruppen aus, die digitale Technologien in konzeptionelle, kreative und performative Prozesse einbinden. Neben CYNETART-Preisen wird ein Artist-in-Residence Stipendium des Kunstministeriums vergeben.
Seit drei Jahren veranstaltet die TMA Ferienkurse und arbeitet mit Schülerinnen und Schülern in interaktiven Räumen und  Bild-Klang-Umgebungen (virtuelle Environments) Das Gemeinschaftsprojekt in Zusammenarbeit mit der Technischen Universität Dresden und der Europäischen Union erschließt neue Lern- und Arbeitsfelder im virtuellen Raum. In einwöchigen Ferienkursen entstehen alters- und schulübergreifend interaktive Tanzproduktionen und Spiele, die auf völlig neuartigen Formen der Zusammenarbeit zwischen musisch, wissenschaftlich und technisch interessierten Jugendlichen gründen.
Das Trans-Media-Labor in historischen Gebäuden der Deutschen Werkstätten Hellerau (Architekt  Richard Riemerschmid) bietet Räume und Technik für die Entwicklung integrativer und kooperativer Medienkunstprojekte. In laborähnlichen Situationen sollen durch Kooperation und Integration wissenschaftliche und künstlerische Arbeiten zusammengeführt und das Potenzial der Medientechnologien für die Erweiterung des Selbst- und des Weltverständnisses erforscht werden. Im TMA-Labor entwickelte Projekte wurden auf der CYNETart und anderen bekannten Festivals und Kunstinstitutionen präsentiert: Ars Electronica Festival in Linz, WRO Biennale in Wrocław, Dutch Electronic Art Festival (DEAF) in Rotterdam, enter-Festival in Prag, Festival für modernen Tanz in Strasbourg, Pariser EXIT Festival ICA London.